# Landon T. Clay
Landon T. Clay, all'anagrafe Landon Thomas Clay (New York, 12 marzo 1926 – Peterborough, 29 luglio 2017), è stato un imprenditore e filantropo statunitense.

## Biografia
Laureato cum laude ad Harvard nel 1950 con un B.A. in inglese, dal 1971 al 1997 Clay è stato presidente della società di investimenti Eaton Vance Corporation di Boston e dal 1970 direttore della ADE Corporation, una società di gestione di fondi comuni di investimento. 
Landon T. Clay è stato direttore della Dakota Mining corporation dal 1990 e in seguito della società di consulenza finanziaria East Hill Management LLC, che costituì nel 1997. Dal 1971 al 1997 ha fatto parte del consiglio di amministrazione del Museum of Fine Arts di Boston.
Nel 1998 fondò a Cambridge nel Massachusetts, assieme alla moglie Lavinia D. Clay, il Clay Mathematics Institute, e contemporaneamente istituì un premio di un milione di USD da assegnare a ciascun solutore dei sette problemi matematici del millennio.
Il Clay Telescope, un rifrattore di 40 cm di apertura, è stato installato nel 1997 nell'osservatorio astronomico dell'Università di Harvard grazie ad una sua donazione.
Uno dei due Telescopi Magellano di 6,5 m di apertura installati presso l'osservatorio di Las Campanas in Cile è intitolato al suo nome.